# Serval (Aisne)
Serval é uma comuna francesa na região administrativa de Altos da França, no departamento de Aisne. Estende-se por uma área de 2,14 km². Em 2010 a comuna tinha 52 habitantes (densidade: 24,3 hab./km²).